# Grimmia mammosa
Grimmia mammosa är en bladmossart som beskrevs av Gao Chien, Cao Tong in Gao Chien, Zhang Guang-chu och Cao Tong 1981. Grimmia mammosa ingår i släktet grimmior, och familjen Grimmiaceae. Inga underarter finns listade i Catalogue of Life.